# Charlie Wilson (Ohiopolitiker)
Charles A. ”Charlie” Wilson, född 18 januari 1943 i Belmont County, Ohio, död 14 april 2013 i Boynton Beach, Florida, var en amerikansk demokratisk politiker. Han representerade  Ohios sjätte distrikt i USA:s representanthus 2007–2011.

## Biografi
Wilson utexaminerades 1980 från Ohio University. Han studerade sedan vidare vid Cincinnati College of Mortuary Science. Han var därefter verksam som begravningsentreprenör.
Wilson var ledamot av Ohios representanthus, underhuset i Ohios generalförsamling, 1997–2004. Han var sedan ledamot av Ohios senat 2005–2007.
Wilson besegrade republikanen Chuck Blasdel i mellanårsvalet i USA 2006 med 62 procent av rösterna mot 38 procent för Blasdel. Republikanen Bill Johnson besegrade Wilson i mellanårsvalet i USA 2010.